# Klemen Slakonja
Klemen Slakonja (Brežice, 3. lipnja 1985.) slovenski je komičar, glumac, televizijski voditelj, parodist i glazbenik.
Studirao je na Akademiji za kazalište, radio, film i televiziju. Nakon prvih parodijskih iskustava, Slakonjina karijera počinje na radiju u Krškom. U listopadu 2007. napravio je svoj proboj pojavljivanjem u satiričnoj radio emisiji. Nešto kasnije pojavio se i na slovenskoj televiziji.
Od 17. veljače 2008. vodio je nedjeljnu popodnevnu televizijsku obiteljsku emisiju pod nazivom „NLP - Nekega lepega popoldne”. Glumio je u filmu „Osebna prtljaga” 2009. godine te u većem broju kratkih filmova.	
Dana 15. veljače 2013. vodio je svoju prvu vlastitu humorističnu emisiju „Zadetek v petek” koja se emitirala na televiziji TV3 Medias. Serija je otkazana samo nekoliko mjeseci kasnije nakon samo jedne sezone. Ubrzo nakon toga počeo je voditi svoju drugu vlastitu humorističnu emisiju „Je bella cesta” koja je trajala dvije sezone od listopada 2013. do svibnja 2014.
Napisao je pjesmu „Zadžuskaj” koja je objavljena 2014. i postala je ljetni hit 2015.
Od 2011. do 2020. četiri je puta bio domaćin slovenskog izbora za pjesmu Eurovizije. U izboru za pjesmu Eurovizije 2016. predstavio je pjesmu „Putin, Putout” u kojem parodira ruskog predsjednika Vladimira Putina s kojom je postao međunarodno poznat. Od tada je parodirao druge važne ličnosti u glazbenim spotovima, poput Donalda Trumpa i Angele Merkel.
Dana 1. veljače 2025. pobijedio je u slovenskom izboru za pjesmu Eurovizije, EMA 2025. Predstavljat će Sloveniju s pjesmom „How Much Time Do We Have Left?” („Koliko nam je vremena ostalo?”) na Pjesmi Eurovizije 2025. u Baselu, gdje će se natjecati u prvom polufinalu 13. svibnja. Pjesma govori o njegovoj bolesnoj supruzi, koja se bori protiv teške bolesti koštane srži. Na Pjesmi Eurovizije 2025. godine je nastupio u prvom polufinalu i nije izborio prolazak u finale.